# Eva-Lisa Dezmin
Eva-Lisa Dezmin (E L Dezmin) född 15 januari 1971, är en svensk författare som skriver spänningsromaner, ofta kring kontroversiella ämnen.

## Biografi
Eva-Lisa Dezmin (född Salomonsson) har bott större delen av sitt liv i Lycksele. Samtliga romaner i Limboserien utspelar sig i Lycksele och Västerbottens län. 2012 debuterade hon med spänningsromanen Karmamailen. 2013 utkom första delen i Limboserien, Lex Limbo. Det är första boken i en romansvit i spänningsgenren och som har egenmäktig rättskipning som tema. Karaktärerna lever i ett gränsland mellan den undre världen och det civiliserade samhället. Serien har väckt blandade känslor p.g.a. sitt kontroversiella ämne. Viola Kondracki på Litteraturmagazinet menade att den skönmålar brottslingar. Andreas Eriksson på tidningen Norran hittade likheter hos hjälten, Jesse, i Limboserien och Patricia Highsmiths karaktär Tom Ripley. Författaren, som även bott i USA under längre perioder, har hämtat mycket av sin inspiration till karaktärerna och handlingen därifrån.
Första delen av Gameduologin (Wicked Game) handlar om två nämndemän och en kommande mordrättegång. Där kretsar temat kring frågan om hur pålitliga nämndemännen egentligen är.

## Priser och utmärkelser
- 2020 - Nominerad till Årets bästa svenska kriminalroman av Deckarakademin för Mig skall intet fattas